# Чёрная (Чемеровецкий район)
Чёрная (укр. Чорна) — село в Чемеровецком районе Хмельницкой области Украины.
Население по переписи 2001 года составляло 1211 человек. Почтовый индекс — 31642. Телефонный код — 3859. Занимает площадь 3,657 км². Код КОАТУУ — 6825289001.
Село относилось до 1962 года к Смотричскому району Хмельницкой области, после чего его перевели в Чемеровецкий район.

## Местный совет
31642, Хмельницкая обл., Чемеровецкий р-н, с. Чёрная, ул. Ленина, 22